# 十軒町 (瀬戸市)
十軒町（じっけんちょう）は、愛知県瀬戸市水野連区の町名。

## 地理
瀬戸市北西端に位置し、東は内田町・本郷町、西は名古屋市守山区大字上志段味、南は北みずの坂3丁目・守山区大字上志段味、北は鹿乗町、北西は春日井市高蔵寺町に接する。
東谷山の東南麓にあたり、町域の大部分が山林である。

### 河川
- 庄内川
- 水野川
- 愛知用水

## 世帯数と人口
2023年（令和5年）6月1日現在の世帯数と人口は以下の通りである。
| 町丁   | 世帯数  | 人口  |
| ------ | ------- | ----- |
| 十軒町 | 164世帯 | 413人 |

## 学区
市立小・中学校に通う場合、学区は以下の通りとなる。また、公立高等学校普通科に通う場合の学区は以下の通りとなる。
| 番・番地等 | 小学校             | 中学校             | 高等学校 |
| ---------- | ------------------ | ------------------ | -------- |
| 全域       | 瀬戸市立水野小学校 | 瀬戸市立水野中学校 | 尾張学区 |

## 歴史

### 町名の由来
大字下水野の字十軒屋（十軒家）による。尾張藩主瑞龍が下水野本郷の農家十軒に命じ、東谷山の東南麓にあたる当地に移り住まわせたことにちなむ。

### 沿革
- 1964年（昭和39年）10月1日 - 大字下水野の一部より、十軒町が成立[9][2]。
- 1981年（昭和56年） - 内田町・本郷町との間で境界を変更[9]。
- 1984年（昭和59年） - 鹿乗町との間で境界を変更[9]。
- 2007年（平成19年）5月12日 - 一部が北みずの坂1～3丁目・みずの坂3丁目および5丁目となり、一部を本郷町へ編入[10]。

### 史跡
- 尾張戸神社古墳（国史跡、志段味古墳群の一部）

## 施設
- 尾張戸神社 - 東谷山頂にあり、守山区大字上志段味にまたがる。当地は神社東側の表参道口に位置する。
- 十軒町公会堂

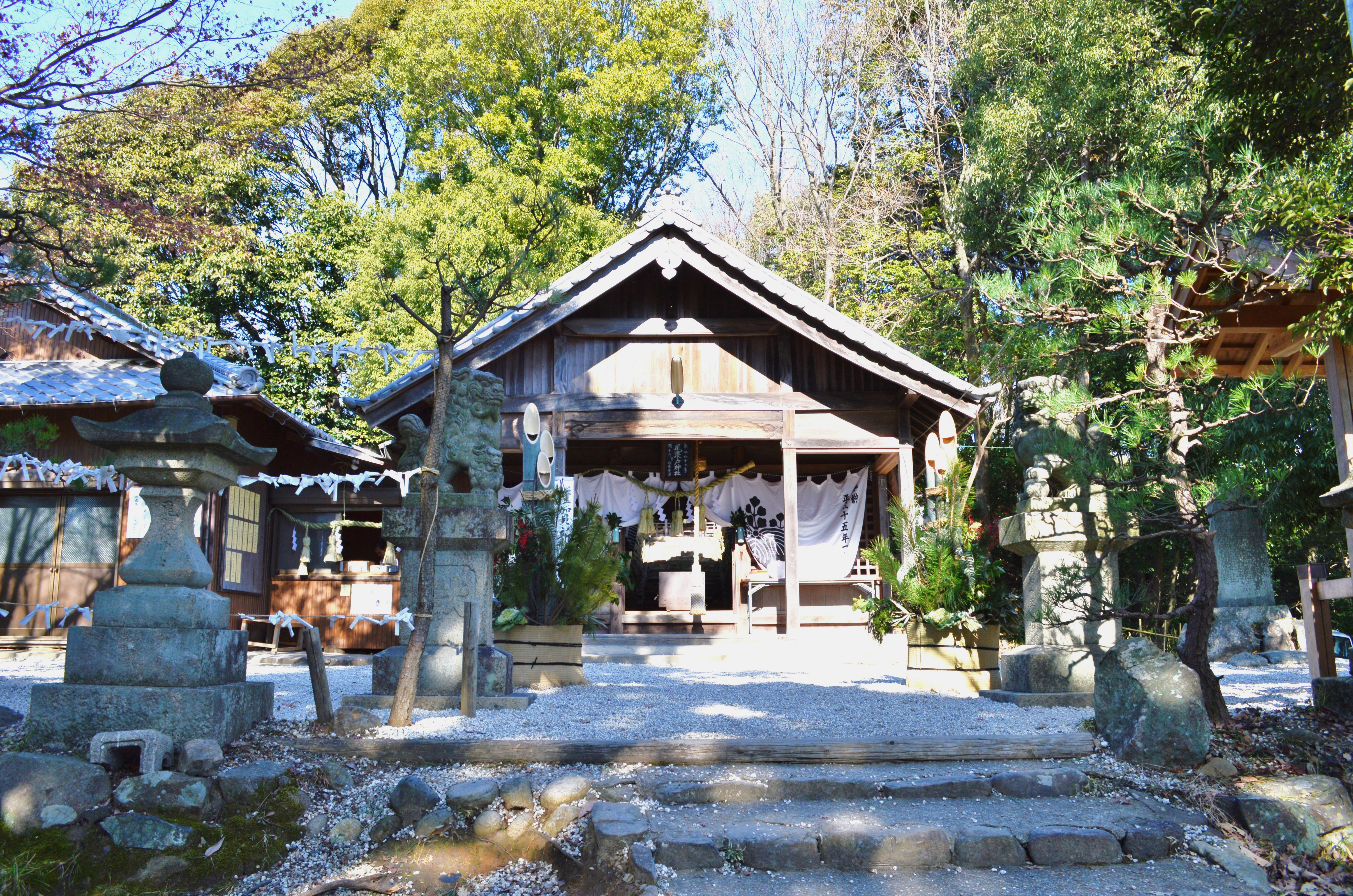
尾張戸神社

## 交通

### 道路
- 国道155号

### バス
- 瀬戸市コミュニティバス 十軒家停留所

## その他

### 日本郵便
- 郵便番号 ： 489-0901[4]（集配局：瀬戸郵便局[11]）。